# Willy Morgan and the Curse of Bone Town
Willy Morgan and the Curse of Bone Town è un videogioco di genere avventura grafica in terza persona sviluppato dalla compagnia italiana imaginarylab e distribuita da VLG Publishing, Leonardo Interactive e WhisperGames. Il gioco narra la storia del giovane Willy, un ragazzo che adora l'esplorazione e che si ritrova suo malgrado a far luce sulla scomparsa del padre nei pressi di una misteriosa città di pirati. Il titolo è un punta e clicca, elemento ben noto per chi apprezza le avventure grafiche interattive, e riprende per l'appunto le atmosfere e non solo di un capolavoro del genere quale Monkey Island.
Willy Morgan è al momento disponibile esclusivamente su PC attraverso le piattaforme digitali di Steam e GOG, ma in futuro sono previste anche le versioni per PlayStation 4, Xbox One, Nintendo Switch, Android e iOS.